# Hyalella quindioensis
Hyalella quindioensis is een vlokreeftensoort uit de familie van de Hyalellidae. De wetenschappelijke naam van de soort is voor het eerst geldig gepubliceerd in 2003 door Gonzalez & Watling.